# Wounded Knee
Wounded Knee (en lakota: Čaŋkpé Opí) és un indret de Dakota del Sud, als Estats Units, força emblemàtic per a l'ètnia sioux després de la massacre que s'hi produí el 1890 i per les lluites de l'AIM el 1973.

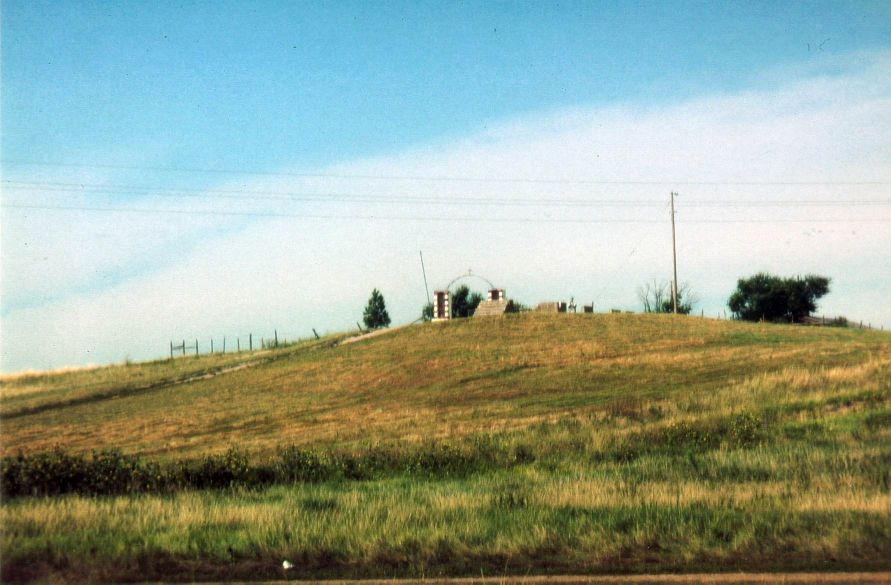
Reserva índia Pine Ridge, a Wounded Knee

En el cens de l'any 2000 tenia una població de 328 persones.

## Massacre de 1890
El 28 de desembre del 1890 foren interceptats pel major Whiteside i traslladats a Chankpe Opi Wakpala (Wounded Knee) 120 homes i 230 dones i nens miniconjou sota el comandament de Big Foot. Quan l'endemà intentaren desarmar-los un incident amb un ancià guerrer sord provocà la massacre quan els soldats començaren a disparar indiscriminadament: moriren 153 homes i dones, entre ells Big Foot, i uns 300 en total de fam i fred. També moriren uns 25 soldats, tots ells per foc amic, i uns 39 més foren ferits. Només en sobrevisqueren 51 indis. Després d'aquests fets, Kicking Bear fou traslladat a una reserva del nord de Dakota i el moviment Ghostdance es va dissoldre.